# Thermoanaerobacter ethanolicus
Thermoanaerobacter ethanolicus è una specie di batterio appartenente alla famiglia delle Thermoanaerobacteriaceae.